# Can Ramis (les Franqueses del Vallès)
Can Ramis és una masia del municipi de les Franqueses del Vallès (Vallès Oriental) inclosa en l'Inventari del Patrimoni Arquitectònic de Catalunya.

## Descripció
Masia de planta rectangular, orientada cara a migdia. El carener és paral·lel a la façana, coberta a doble vessant. En el centre de la façana hi ha un portal adovellat d'arc de mig punt, al seu damunt una obertura d'espitllera i una finestra d'arc conopial d'estil gòtic amb calats vegetals i rosetes a la imposta de l'arc. Al seu costat una altra finestra senzilla, també d'estil gòtic. Al davant de la façana principal es forma un barri tancat al qual es té accés per la banda est. En aquesta cara hi ha una finestra que cal situar-la al segle xvii o XVIII.

## Història
Els propietaris de la casa conserven documentació suficient per establir l'arbre genealògic des del s. XIV fins als nostres dies. Entre ambdues dates s'ha mantingut sempre el non de Ramis. El primer personatge documentat és Bernat Saparera, del qui no es conserva cap datació precisa. L'any 1839 apareix Blanca Carbó i l'any 1410 apareix Pere Ramis, aquest serà el primer de la família Marata. Tenim una successió de noms a partir del 1410: Anton Ramis (1488), Joan Ramis. (1504), Anton Ramis. -aquest surt esmentat en el fogatge de 1553- (1541), Bernat Ramis (1580), etc. La casa segurament es va aixecar o reformar el s. XVI tal com ho indica la tipologia de les finestres de la façana. L'any 1980 es va reformar.